# Лудило
Лудило или безумље је назив за скуп понашања који нису општеприхваћени као примерени у друштву. Односи се на већину или читав спектар менталних поремећаја.
Лудило је  понашање  узроковано  одређеним абнормалним менталним или бихејвиоралним обрасцима. Лудило се може манифестовати као кршење друштвених норми, укључујући и то да особа или особе постану опасност за себе или за друге људе.  У савременој употреби, термин лудило је неформални, ненаучни термин који означава „менталну нестабилност“. У медицини, општи термин психоза се користи да укључи присуство заблуда и/или халуцинација код пацијента. За особе које пате од лудила, често се користи израз лудак који у одређеним ситуацијама има погрдно значење. Особа која помаже оваквим људима се зове психијатар.
На енглеском, реч „sane“ потиче од латинског придева sanus, што значи „здрав“. Јувеналова фраза mens sana in corpore sano често се преводи као „ у здравом телу здрав ум “. Из ове перспективе, лудило се може сматрати лошим здрављем ума, не нужно мозга као органа. Још један латински израз повезан са нашим тренутним концептом разумности је compos mentis „здрав разум“ 
Неформална употреба термина лудило јесте да означи нешто или некога ко се сматра веома јединственим, страственим или екстремним, укључујући и у позитивном смислу. Термин се такође може користити као покушај критике одређених идеја, веровања, принципа, жеља, личних осећања, ставова или њихових заговорника.

## Историјски погледи
Лудило препознато је кроз историју у сваком познатом друштву. У неким традицијама да би се појединци ослободили лудила или како је сматрано опседнутости злим духовима прибегавало се врачарама, шаманима, биљним мешавинама или народној медицини.

### Древна Грчка
Грци су, изгледа, делили нешто од секуларног и холистичког погледа модерног западног света, верујући да се патње ума не разликују од болести тела. Штавише, менталне и физичке болести су видели као последицу природних узрока и неравнотеже телесних течности. Хипократ је често писао да вишак црне жучи доводи до ирационалног размишљањем и понашањем.

### Стари Рим
Римљани су дали и друге доприносе психијатрији, посебно претечи неких савремених пракси. Они су изнели идеју да јаке емоције могу довести до телесних тегоба, што је основа данашње теорије психосоматских болести. Римљани су такође подржавали хумано лечење ментално оболелих и тиме кодификовали у закон принцип неурачунљивости као олакшање одговорности за кривична дела.

### Од средњег века надаље
Средњи век је наставио низ идеја Грка и Римљана, као што је хуморална теорија, надограђујући се на галенску медицину, која је остала темељна и у модерном добу. Касни средњи век и рани модерни период доживели су пораст ментално оштећених људи запослених као дворске шаљивџије, што им је пружало одређену законску привилегију. Као и у класичном свету, одређени напади лудила могли су се повезати са духовном опседнутошћу, а људи који су показивали психозе могли су се посматрати на неколико начина у зависности од контекста. 
Током 18. века, Французи и Британци су истицали потребу за хуманим третманом клинички лудака. 
Најстарији европски азил у који су смештани ментали болесници био је претеча данашње Краљевске болнице Бетлем у Лондону, тада познате као Бедлам, која је почела да прима ментално болесне 1403. године. Први амерички азил изграђен је у Вилијамсбургу, Вирџинија, око 1773. године. Ове болнице су, у почетку,  више служиле за изолацију ментално оболелих из друштва него за њихово лечење.

### Модерно доба
У модерно доба, означавање некога као лудог често има мало или нимало медицинског значења и најчешће се користи као увреда или као реакција на понашање које се доживљава као ван граница прихватљивих норми. 

## Медицина
Лудило се више не сматра медицинском дијагнозом, већ је правни термин у Сједињеним Државама, који потиче од његове првобитне употребе у обичајном праву. Поремећаји које је раније обухватао овај термин покривали су широк спектар менталних поремећаја који се сада дијагностикују као биполарни поремећај, органски мождани синдроми, шизофренија и други психотични поремећаји.

## Правно становиште
Већина судова прихвата тешку менталну болест као што је психоза, али неће прихватити дијагнозу поремећаја личности у сврху одбране због неурачунљивости. 
Специјалисти за форензичко ментално здравље достављају своје процене суду. Пошто је питање урачунљивости или неурачунљивости правно, а не медицинско питање, судија и/или порота ће донети коначну одлуку о статусу окривљеног у вези са одбраном због неурачунљивости.  Неурачунљивост генерално није одбрана у грађанској парници.
У кривичном праву Сједињених Држава, неурачунљивост може послужити као афирмативна одбрана за кривична дела и стога не мора да негира елемент тужилаштва, као што је општа или посебна намера. Свака држава САД се донекле разликује у својој дефиницији неурачунљивости, али већина следи смернице Модел кривичног законика. У већини јурисдикција у Сједињеним Државама, ако се прихвати захтев за неурачунљивост, окривљени се смешта у психијатријску установу најмање 60 дана ради даље процене, а затим се поново процењује најмање једном годишње након тога.

## Симулирање
Симулирање менталне болести је симулација менталне болести ради обмане. Између осталог, лудило се симулира како би се избегле или ублажиле последице сукоба или осуде за неки злочин.

## Галерија
- Портрет лудака Франциско Гоја
- Јан ван дер Вен - Глава будале, из профила
- А. Морисон „Физиогномија менталних болести“
- Ричер „Клиничке студије“